# Estômago
Estômago è un film del 2007 diretto da Marcos Jorge.
Pellicola di produzione italo-brasiliana, viene definita nella locandina originale "una favola per nulla infantile su potere, sesso e gastronomia".

## Trama
Il film racconta la scalata al successo, come cuoco, di Raimundo Nonato, un giovane inesperto arrivato in città dalla campagna.
La vicenda, complicata dalla presenza di Íria, una golosa prostituta, si svolge fuori e dentro un carcere, con due narrazioni parallele a sequenze alternate.
Solo nel finale si svela il motivo per cui Nonato ha subito una condanna.

## Distribuzione
Presentato al Festival internazionale del cinema di Rio de Janeiro il 26 settembre 2007, è uscito nelle sale nel 2008, in Brasile l'11 aprile e in Italia il 23 ottobre; in Portogallo e in Francia, invece, è uscito nel maggio 2010.

## Riconoscimenti
Il film ha ricevuto numerosi premi tra cui la "espiga de oro" 2008 alla Semana Internacional de Cine de Valladolid.